# LG K7
LG K7은 LG전자가 2016년 1월, CES 2016에서 처음 공개된 보급형 스마트폰이다. 원래 대한민국에도 출시할 예정이였으나 K10만 출시되었다. LG K 시리즈 중에서 중급 기종에 해당되며, K8과 K5의 중간급이다. K 시리즈 특유의 조약돌을 형상화한 페블 디자인이 특징이며, 상위 모델인 K10과도 디자인이 거의 비슷하지만 재질과 베젤의 양에서 차이가 있다. 3G 모델과 LTE 모델로 나뉘어 공개되었다. 미국에는 트리뷰트 5라는 이름으로 출시되기도 했다.

## 운영 체제 / 소프트웨어

### 안드로이드 5.1.1 롤리팝
LG K7은 안드로이드 5.1.1 롤리팝을 탑재하여 출시되었다.

## 특수 기능

### 제스쳐 인터벌 샷
전면 카메라에서 촬영 버튼을 길게 누르거나 주먹을 빠르게 두 번 쥐면 약 2초 간격으로 사진 4장을 연속 촬영할 수 있다.
- 제스쳐 (주먹) 1번 : 1장
- 제스쳐 (주먹) 2번 : 4장 연속 (약 2초 간격)

### 노크 온
화면이 꺼진 상태에서 화면을 두 번 두드리면 켜지는 기능이다. LG G2에서 처음 공개되었다.

## 변형 기종

### 트리뷰트 5 (LS675)
미국의 통신사 스프린트와 스프린트 산하의 자회사 부스트 모바일 전용으로 출시된 기종으로, LTE를 지원한다.

## 색상

### 3G 모델
- 블루
- 화이트
- 골드

### LTE 모델
- 티탄

## 같이 보기
- LG K
- LG K10
- LG K8
- LG K5
- LG K4
- LG K3